# Spirit Airlines
Spirit Airlines ist eine US-amerikanische Billigfluggesellschaft mit Sitz in Miramar, Florida und Basis auf dem Fort Lauderdale-Hollywood International Airport.

## Geschichte
Spirit Airlines wurde im Jahr 1980 als Charter One in Eastpointe gegründet und bediente zunächst ausschließlich regionale Ziele.
Im Jahr 2006 stellte Spirit das Vielfliegerprogramm Free Spirit vor, am 25. Januar 2007 orderte sie 30 Flugzeuge des Typs Airbus A319-100 und war somit der Besteller des 5000. Flugzeugs der Airbus-A320-Familie. Zwischenzeitlich änderte die Gesellschaft ihr Corporate Design inklusive der Bemalung ihrer Flotte auch von einem schwarz/silbernen Schema in ein weiß/blaues.
Spirit Airlines verfolgt als Billigfluggesellschaft einen vergleichsweise radikalen No-frills-Ansatz, so sind beispielsweise nicht nur Sitzplatzreservierungen, Verpflegung an Bord und Aufgabegepäck zusätzlich kostenpflichtig, sondern auch bereits das Handgepäck.
Am 7. Februar 2022 wurde bekannt gegeben, dass man mit Frontier Airlines fusionieren will. Am 27. Juli 2022 stimmten die Aktionäre des Unternehmens gegen eine Übernahme durch Frontier Airlines und entschieden sich für das bessere Angebot von Jetblue Airways. Aufgrund kartellrechtlicher Bedenken reichte das US-Justizministerium jedoch Klage gegen das Vorhaben ein. Das Bezirksgericht von Massachusetts hat am 16. Januar 2024 entschieden, die Fusion der beiden Fluggesellschaften zu blockieren.
Im November 2024 meldete die Fluggesellschaft Insolvenz gemäß Chapter 11 an und konnte das Verfahren im März 2025 abschließen.
Im Januar 2025 unterbreitete Frontier Airlines erneut ein Angebot zum Kauf von Spirit in Höhe von 2,1 Milliarden US-Dollar in Aktien und Bargeld. Einen Monat später wurde das Angebot von Spirit abgelehnt.
Im Zuge der Veröffentlichung der Zahlen für das 1. Quartal 2025, teilte Spirit im August 2025 mit, dass es „erhebliche Zweifel“ gibt, die Geschäftstätigkeit über die nächsten zwölf Monate fortzuführen zu können. Als Hauptgrund nannte man Schwierigkeiten, bei der Einhaltung der Mindestliquiditätsvereinbarungen aus dem Chapter 11 Verfahren.

## Flugziele
Spirit Airlines fliegt neben Zielen innerhalb der Vereinigten Staaten auch solche in der Karibik sowie in Mittel- und Südamerika an.

## Flotte

### Aktuelle Flotte
Mit Stand August 2025 besteht die Flotte der Spirit Airlines aus 195 Flugzeugen mit einem Durchschnittsalter von 6,1 Jahren:
| Flugzeugtyp     | aktiv | bestellt | Anmerkungen                                      | Sitzplätze (Business/Economy) | Durchschnittsalter |
| --------------- | ----- | -------- | ------------------------------------------------ | ----------------------------- | ------------------ |
| Airbus A320-200 | 050   | 0        | 32 mit Sharklets ausgestattet                    | 182 (8/174)                   | 11,6 Jahre         |
| Airbus A320neo  | 091   | 30       | 39 inaktiv; mit PW1000G-Triebwerken ausgestattet | 182 (8/174)                   | 04,1 Jahre         |
| Airbus A321-200 | 022   | 0        | einer inaktiv; mit Sharklets ausgestattet        | 228 (8/220)                   | 08,7 Jahre         |
| Airbus A321neo  | 032   | 33       |                                                  | 235 (8/227)                   | 01,3 Jahre         |
| Gesamt          | 195   | 63       |                                                  |                               | 05,9 Jahre         |

### Ehemalige Flugzeugtypen
| Flugzeugtyp               | Anzahl | Erste Einflottung | Letzte Ausflottung |
| ------------------------- | ------ | ----------------- | ------------------ |
| Airbus A319-100           | 35     | 2005              | 2025               |
| McDonnell Douglas DC-9-20 | 03     | 1995              | 1997               |
| McDonnell Douglas DC-9-30 | 13     | 1992              | 2003               |
| McDonnell Douglas DC-9-40 | 02     | 1996              | 2003               |
| McDonnell Douglas DC-9-81 | 06     | 1999              | 2005               |
| McDonnell Douglas DC-9-82 | 15     | 1998              | 2007               |
| McDonnell Douglas DC-9-83 | 15     | 1998              | 2008               |
| McDonnell Douglas DC-9-87 | 01     | 2000              | 2009               |

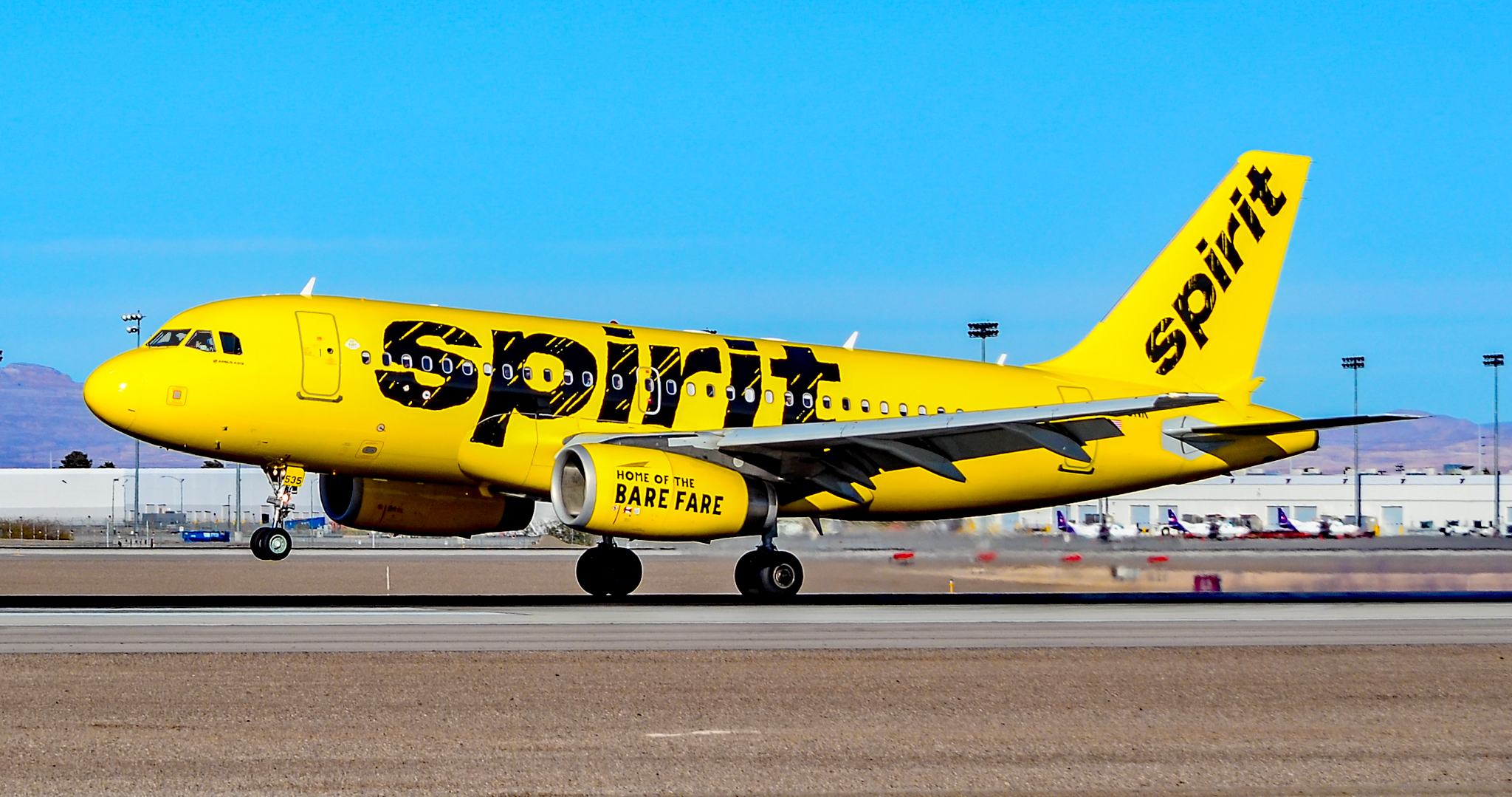
Airbus A319-100
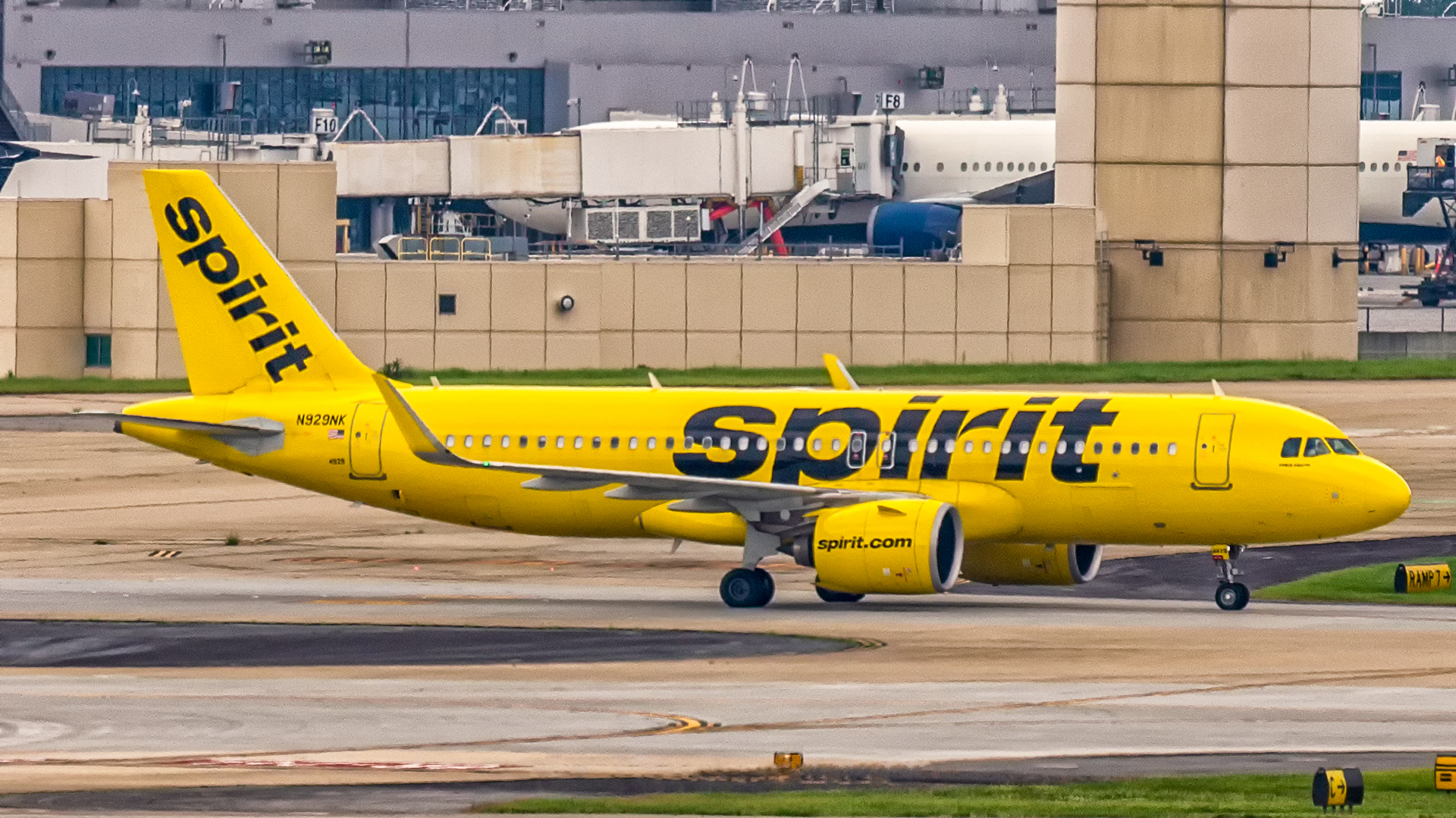
Airbus A320neo
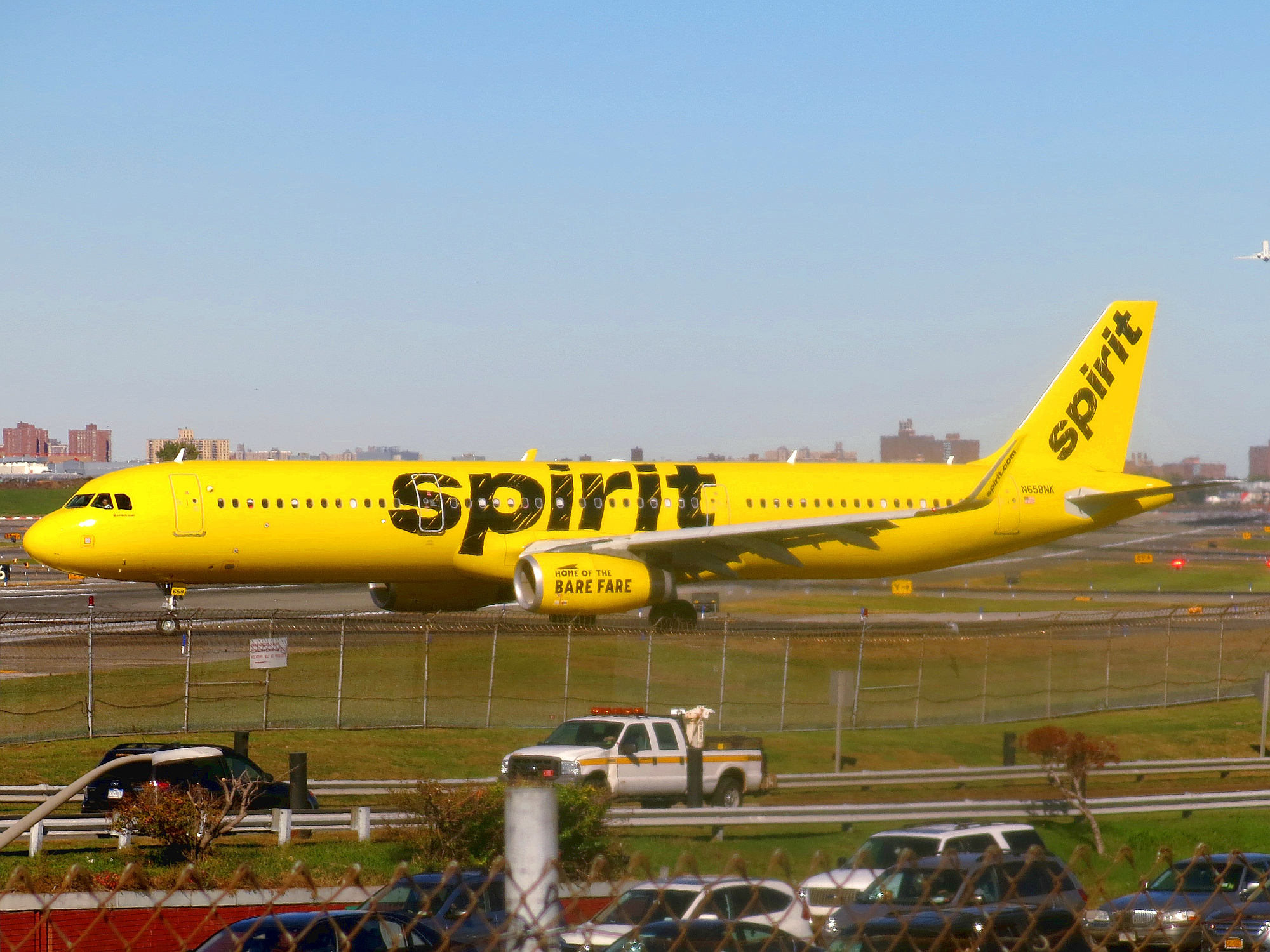
Airbus A321-200
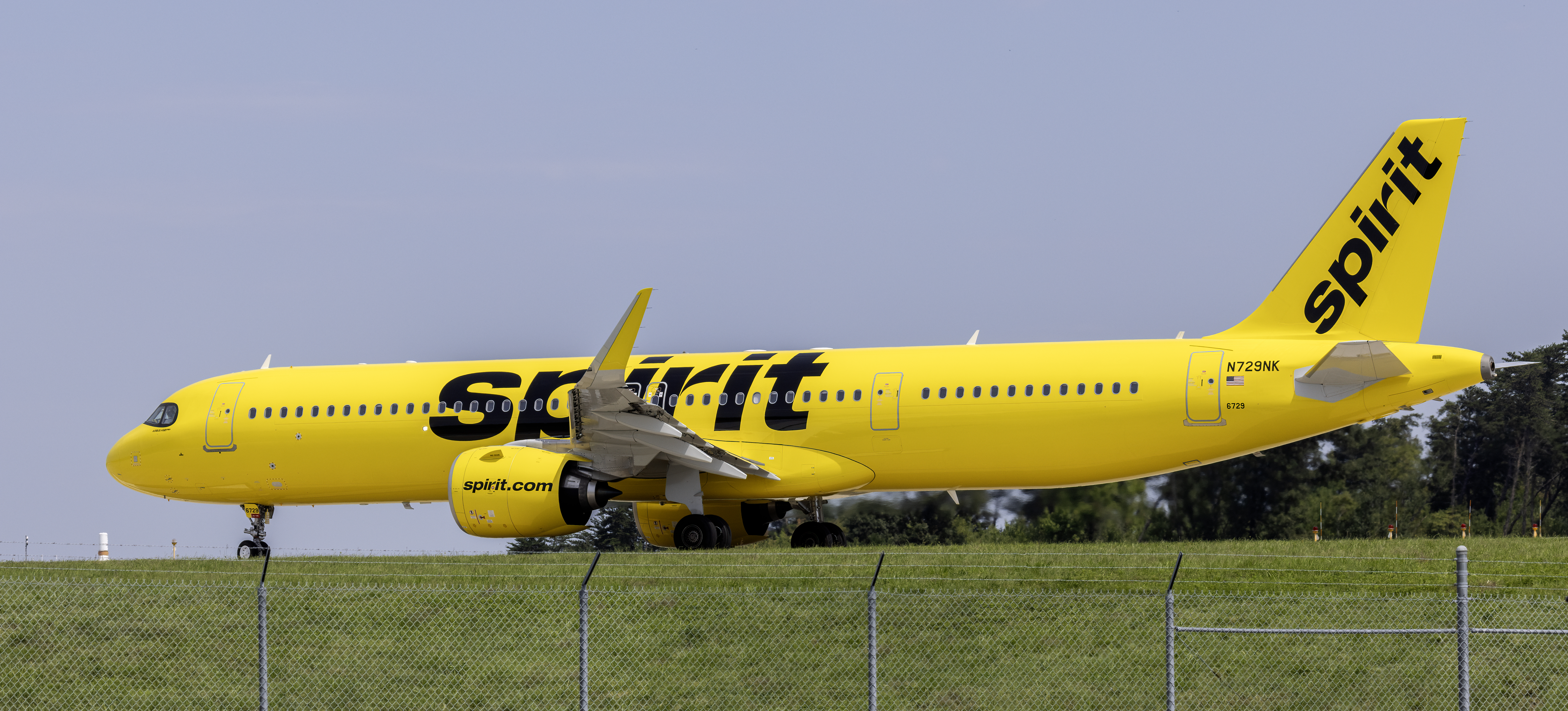
Airbus A321neo